# Erster Offizier (Luftfahrt)

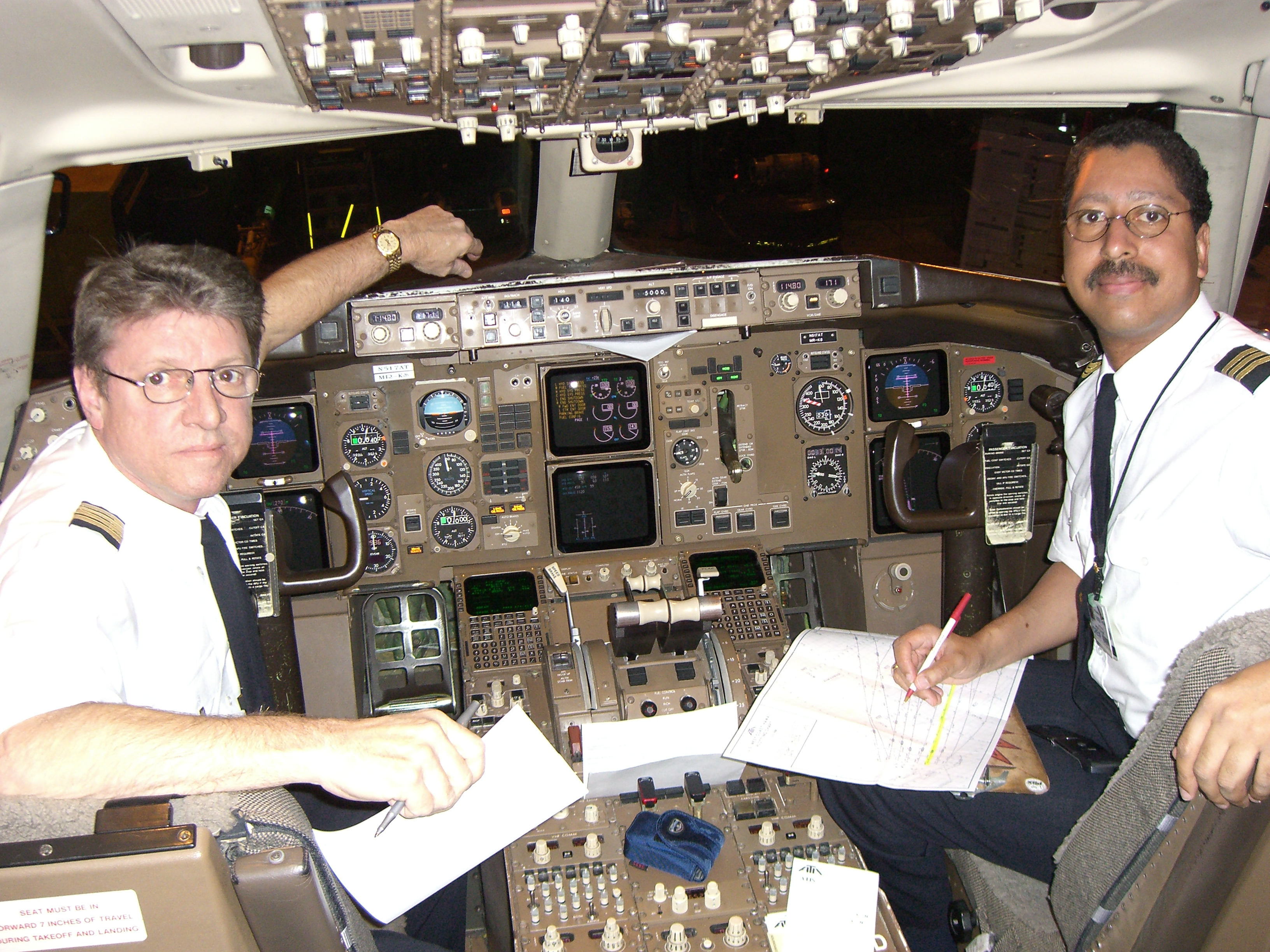
Kopilot (rechts) im Cockpit einer Boeing 757

Der Erste Offizier oder Co-Pilot, auch Copilot, Ko-Pilot oder Kopilot, (englisch: first officer, abgekürzt FO oder F/O beziehungsweise copilot, auch co-pilot) ist in der zivilen Luftfahrt der zweite Pilot an Bord eines Luftfahrzeuges und steht in der von der Luftfahrtgesellschaft vorgegebenen Kommandohierarchie direkt unter dem verantwortlichen Piloten (Kapitän, Kommandant). Einen Sonderfall stellt der Senior First Officer dar, der bei einigen Langstreckenflügen im Reiseflug die Verantwortung über das Luftfahrzeug übernimmt, wenn der Kommandant eine Pause nimmt. Dieser ist wiederum dem Ersten Offizier in der Hierarchie vorgesetzt, der dann auch Zweiter Offizier heißen kann. Bei manchen Fluggesellschaften wird der Begriff „Zweiter Offizier“ auch für Piloten in der praktischen Ausbildung verwendet.
Sollte der Kapitän am Boden nicht anwesend oder im Flug nicht mehr handlungsfähig sein, übernimmt der Kopilot als Stellvertreter die Verantwortung für Flugzeug, Besatzung und Passagiere.
In der Regel ist es dem Flugkapitän erlaubt, Teile seiner Pflichten und Aufgaben aktiv an den Ersten Offizier zu delegieren. Dies betrifft insbesondere die Planung und Durchführung eines Flugabschnitts und ist reguläre Praxis bei den meisten Fluggesellschaften. Der Erste Offizier übernimmt die Rolle des pilot flying und damit die Kontrolle über die Steuerung des Luftfahrzeugs. Der Kapitän bekleidet in diesem Fall die Rolle des pilot not flying, das heißt übernimmt den Funkverkehr mit den Bodenstellen und nimmt auf Aufforderung des pilot flying Schaltungen vor. Der Kommandant beaufsichtigt die sichere Durchführung des Fluges; die rechtliche Verantwortung bleibt bei ihm. In der Regel wechseln sich der Kapitän und der Erste Offizier im Laufe eines Einsatztages bei der Flugdurchführung als fliegender Pilot ab, um die Arbeitsbelastung gleichmäßig zu verteilen und jedem die Gelegenheit zu geben, in Übung zu bleiben.
Alle Mitglieder einer Cockpitbesatzung sind gleichermaßen für die Flugdurchführung in normalen und anormalen Situationen qualifiziert. Der Kommandant ist in der Regel jedoch das erfahrenste Crewmitglied.
Falls ein Erster Offizier von einer Luftfahrtgesellschaft durch Übernahme aus einer anderen Gesellschaft oder vom Militär gewonnen wird, kann es sein, dass dieser aufgrund seiner bisherigen Verwendungen über eine höhere Flugerfahrung verfügt als der Flugkapitän.
Für unerfahrene Kopiloten (englisch: low time F/O) gelten bei vielen Fluggesellschaften besondere Beschränkungen und Sicherheitsvorschriften.
Der Platz des Ersten Offiziers ist traditionell bei Flugzeugen rechts und bei Hubschraubern links im Cockpit. Rechtlich geregelt ist dies in Deutschland in der Luftverkehrsordnung.